# Eileen Atkins

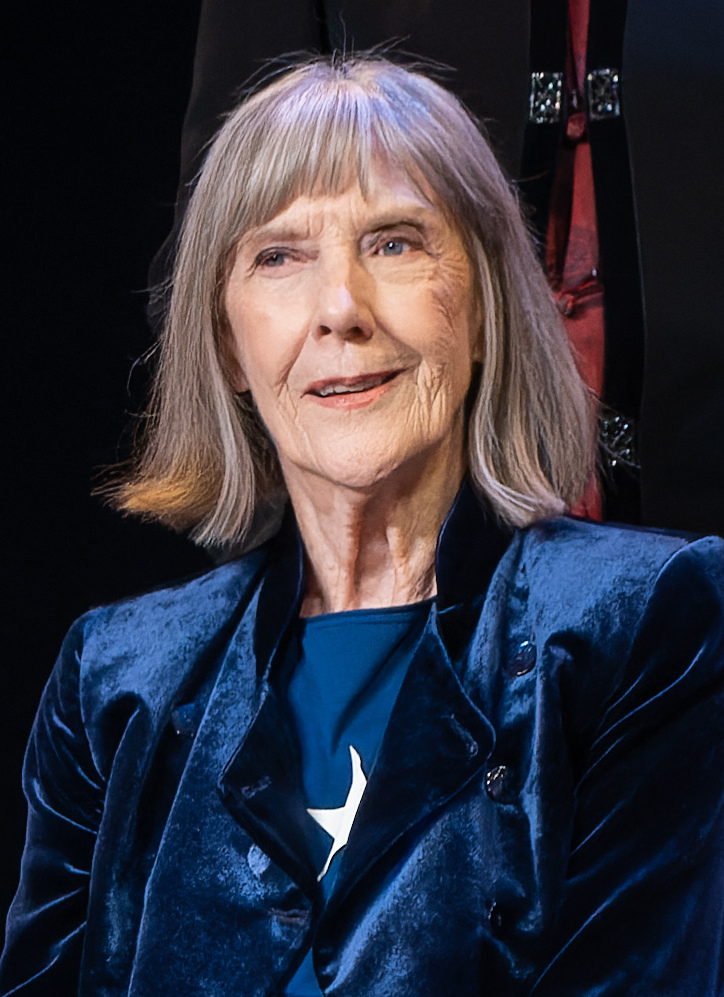
Eileen Atkins (2023)

Dame Eileen June Atkins, DBE (* 16. Juni 1934 in London), ist eine britische Schauspielerin.

## Leben
Eileen Atkins wurde in East London als Tochter der damals 46-jährigen Annie Ellen und des Gaszähler-Ablesers Arthur Thomas Atkins geboren. Atkins besuchte die Schule in Edmondon und die Guildhall School of Music and Drama. Ihrer Mutter wurde von einer Wahrsagerin erzählt, dass ihre Tochter eine glänzende Karriere als Tänzerin vor sich habe, und so wurde sie schon seit ihrer Kindheit in verschiedene Kurse zum Tanzunterricht geschickt.
Ihren ersten Auftritt hatte Atkins auf der Bühne im Open Air Theatre 1953. 1962 trat sie auch an der Seite von Schauspielergrößen wie Laurence Olivier in einem weiteren Theaterstück auf. Seitdem war sie immer wieder in Theaterstücken zu sehen und trat in einer Menge verschiedener Stücke auf, wie Cymbeline (1988), Die Nacht des Leguan (1992), John Gabriel Borkman (1996) und Ehre (2003).
Bald darauf begann sie auch als Fernsehschauspielerin aktiv zu werden und übernahm Rollen in unzähligen Serien und sonstigen TV-Produktionen. Besonders oft war sie auch in Literaturverfilmungen zu sehen wie beispielsweise Ein Sommernachtstraum (1971), Die Frau vom Meer (1974), Elektra (1974), Oliver Twist (1982), Titus Andronicus (1985), Madame Bovary (2000) und David Copperfield (2000). Als Filmschauspielerin war sie unter anderem in Equus – Blinde Pferde (1977), Wolf (1994), Gosford Park (2001), Unterwegs nach Cold Mountain (2003), Vanity Fair – Jahrmarkt der Eitelkeit (2004) und Ask the Dust (2006) zu sehen. 2007 spielte sie in der BBC-Serie Cranford zusammen mit u. a. Michael Gambon und Judi Dench eine der Hauptrollen. Diese Leistung brachte ihr einen BAFTA und einen Emmy Award ein.
1990 wurde sie als Commander in den Order of the British Empire aufgenommen. 2001 wurde sie als Dame Commander dieses Ordens geadelt und kann seither den Namenszusatz Dame führen.
2010 war sie in dem Black-Comedy-Streifen Wild Target – Sein schärfstes Ziel zusammen mit Bill Nighy, Emily Blunt und Rupert Grint zu sehen. Im gleichen Jahr übernahm sie auch in Ridley Scotts Robin Hood stellvertretend für Vanessa Redgrave die Rolle der Eleonore von Aquitanien. Zusammen mit der Schauspielerin Jean Marsh entwickelte sie zu Beginn der 1970er Jahre für ITV die weltweit erfolgreiche Fernsehserie Das Haus am Eaton Place. 2010 wurde ein Weihnachtsdreiteiler als Fortsetzung für die BBC gedreht. Atkins übernahm darin die Rolle der Lady Maud Holland. Atkins verkörperte gleich zwei Mal die Rolle der britischen Königswitwe Mary – zum ersten Mal 2002 in dem TV-Film Bertie and Elizabeth – und zum 2. Mal in der TV-Serie The Crown 2016.
2018 wurde sie in die Academy of Motion Picture Arts and Sciences aufgenommen, die jährlich die Oscars vergibt.
Eileen Atkins ist Ehrenpräsidentin der Virginia Woolf Society of Great Britain.

## Persönliches
Atkins war seit 1957 mit dem Schauspieler Julian Glover verheiratet; die Ehe wurde 1966 geschieden. 1978 heiratete sie ihren zweiten Ehemann Bill Shepherd.

## Filmografie (Auswahl)
- 1970: Three Sisters
- 1971: BBC Play of the Month: A Midsummer Night’s Dream
- 1974: Die Frau vom Meer (The Lady from the Sea)
- 1974: Elektra
- 1975: I Don’t Want to Be Born
- 1977: Equus – Blinde Pferde (Equus)
- 1981: Sons and Lovers
- 1982: Smiley’s People
- 1982: Oliver Twist
- 1983: Ein ungleiches Paar (The Dresser)
- 1985: Titus Andronicus
- 1987: Roman Holiday
- 1991: Gib’s ihm, Chris! (Let Him Have It)
- 1991: The Lost Language of Cranes
- 1994: Wolf – Das Tier im Manne (Wolf)
- 1995: Jack und Sarah – Daddy im Alleingang (Jack & Sarah)
- 1995: Cold Comfort Farm
- 1997: Mrs. Dalloway
- 1998: Taking Heads
- 2000: Madame Bovary
- 2000: David Copperfield
- 2001: Gosford Park
- 2002: Bertie and Elizabeth
- 2002: The Hours – Von Ewigkeit zu Ewigkeit (The Hours)
- 2003: Was Mädchen wollen (What a girls wants)
- 2003: Unterwegs nach Cold Mountain (Cold Mountain)
- 2004: Vanity Fair – Jahrmarkt der Eitelkeit (Vanity Fair)
- 2006: Ask the Dust
- 2006: Das Fest des Ziegenbocks (La Fiesta del chivo)
- 2007: Spuren eines Lebens (Evening)
- 2007: Cranford (Fernsehserie, 2 Folgen)
- 2007: Ballet Shoes (Fernsehfilm)
- 2007: Agatha Christie’s Marple (Fernsehserie, 1 Folge)
- 2008: Liebe auf den zweiten Blick (Last Chance Harvey)
- 2010: Wild Target – Sein schärfstes Ziel (Wild Target)
- 2010: Robin Hood
- 2010: Mord im Orient-Express (Agatha Christie’s Poirot; Fernsehserie, Folge Murder on the Orient Express)
- 2011–2019: Doc Martin (Fernsehserie, 39 Folgen)
- 2012: The Scapegoat
- 2013: Beautiful Creatures – Eine unsterbliche Liebe (Beautiful Creatures)
- 2014: Magic in the Moonlight
- 2014: Suite française – Melodie der Liebe (Suite française)
- 2015: Rosamunde Pilcher – Ein einziger Kuss (Fernsehfilm)
- 2016: ChickLit
- 2016: The Crown (Fernsehserie)
- 2018: Tea with the Dames – Ein unvergesslicher Nachmittag (Nothing Like a Dame, Dokumentation)
- 2018: Vita & Virginia
- 2023: Kleine schmutzige Briefe (Wicked Little Letters)